# تپه دین‌بن
تپه دین بن مربوط به هزاره اول تا دوران‌های تاریخی پس از اسلام است و در شهرستان جویبار، بخش گیل خوران، روستای لاریم واقع شده و این اثر در تاریخ ۱ مهر ۱۳۸۲ با شمارهٔ ثبت ۱۰۲۶۲ به‌عنوان یکی از آثار ملی ایران به ثبت رسیده است.